# Río Jatunyacu
Río Jatunyacu är ett vattendrag i Ecuador.   Det ligger i provinsen Napo, i den centrala delen av landet, 120 km sydost om huvudstaden Quito.